# San Martín de Pangoa
San Martín de Pangoa es una localidad peruana ubicada en la región Junín, provincia de Satipo, distrito de Pangoa. Es asimismo capital del distrito de Pangoa. Se encuentra a una altitud de 676 m s. n. m. Tiene una población de 4246 habitantes en 1993.

## Clima
| Parámetros climáticos promedio de Pangoa | Parámetros climáticos promedio de Pangoa | Parámetros climáticos promedio de Pangoa | Parámetros climáticos promedio de Pangoa | Parámetros climáticos promedio de Pangoa | Parámetros climáticos promedio de Pangoa | Parámetros climáticos promedio de Pangoa | Parámetros climáticos promedio de Pangoa | Parámetros climáticos promedio de Pangoa | Parámetros climáticos promedio de Pangoa | Parámetros climáticos promedio de Pangoa | Parámetros climáticos promedio de Pangoa | Parámetros climáticos promedio de Pangoa | Parámetros climáticos promedio de Pangoa     |
| Mes                                      | Ene.                                     | Feb.                                     | Mar.                                     | Abr.                                     | May.                                     | Jun.                                     | Jul.                                     | Ago.                                     | Sep.                                     | Oct.                                     | Nov.                                     | Dic.                                     | Anual                                        |
| ---------------------------------------- | ---------------------------------------- | ---------------------------------------- | ---------------------------------------- | ---------------------------------------- | ---------------------------------------- | ---------------------------------------- | ---------------------------------------- | ---------------------------------------- | ---------------------------------------- | ---------------------------------------- | ---------------------------------------- | ---------------------------------------- | -------------------------------------------- |
| Temp. media (°C)                         | 24                                       | 23.7                                     | 23.7                                     | 24                                       | 23.3                                     | 22.6                                     | 22.2                                     | 23.1                                     | 23.5                                     | 24.1                                     | 24.3                                     | 23.8                                     | 23.5                                         |
| Temp. mín. media (°C)                    | 18.6                                     | 18.6                                     | 18.1                                     | 17.8                                     | 16.6                                     | 15.6                                     | 15.4                                     | 16                                       | 16.8                                     | 17.9                                     | 18.2                                     | 18.1                                     | 17.3                                         |
| Días de lluvias (≥ 1 mm)                 | asd                                      |                                          |                                          | asd                                      |                                          |                                          |                                          | asd                                      |                                          |                                          |                                          |                                          | Expresión errónea: palabra «asd» desconocida |
| Fuente: climate-data.org                 |                                          |                                          |                                          |                                          |                                          |                                          |                                          |                                          |                                          |                                          |                                          |                                          |                                              |